# Warhammer: Mark of Chaos
Warhammer: Mark of Chaos — відеогра жанру тактичної стратегії, розроблена Black Hole Entertainment за підтримки Namco і випущена Deep Silver 14 листопада 2006 для Microsoft Windows та Xbox 360. Гра є адаптацією настільної гри Warhammer Fantasy Battle.
Доповнення під назвою Battle March було випущене 2 вересня 2008 року. Воно містить одну нову кампанію і додає Темних ельфів і орків як грабельні сторони. Версія Mark of Chaos для Xbox 360 також використовує назву Battle March.

## Ігровий процес
Гра зосереджена на боях армій, меншою мірою приділяючи увагу збору ресурсів та військовим базам. Механізм гри багато в чому подібний до серії Total War, однак основна ігрова модель значно спрощена.
Війська складають загони від 1 до 96 юнітів і отримують накази як єдине ціле. Всі вони поділяють на типи: величезні, великі, бойові машини, літаючі, демонічні, розвідники, розсипні та артилерія. Окремими видом військ є герої, здатні користуватися різною екіпіровкою і відкривати нові можливості в міру розвитку. Герої можуть бути приєднані до загонів, піднімаючи їх бойовий дух і збільшуючи характеристики. Герої можуть також прийняти виклик від ворожих героїв та брати участь в автоматизованих поєдинках, де гравцеві дозволяється активовувати спеціальні можливості героя. Поєдинок закінчується смертю одного з героїв, що позначається на бойовому дусі всієї його армії.
Загони отримують досвід протягом битви і отримують як поліпшення характеристик окремих юнітів, так і збільшення загонів. Битви ведуться на різних картах, де гравець може налаштувати різні бонуси і штрафи. Бойові одиниці мають бойовий дух і можуть втекти, отримавши велику кількість ушкоджень або будучи враженими певними типами зброї.
Кампанії складаються з низки основних і необов'язкових битв, де заздалегідь підготована армія під керівництвом гравця бореться з ворожою. Між боями гравець наймає війська за зароблені в битвах кошти в містах і поповнює втрати в таборах. У кожному місті знаходяться наступні будівлі (з варіаціями для кожної раси): Храм, Арсенал, Казарми і Крамниця алхіміка. Кожна з них дає відповідні можливості, як то покупка вдосконалень чи зіль. Перед боєм дається вибір які загони із загальної армії виставити на поле бою та в якому місці.
Багатокористувацька гра підтримує до 6-и гравців. Вона пропонує режими звичайної битви на знищення, облоги ворожого замку, та захоплення стратегічних точок на карті. Як данина настільній Warhammer, гравець може налаштувати колірну схему своєї армії та потім використовувати її в одиночних сутичках чи багатокористувацькій грі.

## Сюжет

### Кампанія Хаосу
Після загибелі обранця богів Хаосу Азавар Кула, боги звертають увагу на варвара Торгара Кривавого. Вони обіцяють велику силу й славу, якщо Торгар пройде їхнє випробування. Він повинен визволити полонених на півдні Імперії та зібрати із них військо. Зібравши варварів, Торгар починає набіги на кордони Імперії.
Боги дають нове випробування — вижити в печерах. Торгара знаходить чаклун Судобаал, який ставить умову — той мусить пройти печери сам, без війська. Наприкінці шляху боги Корн і Нургл пропонують служити одному з них за виконання одного завдання — знаходження тіла Азавар Кула. Зробивши вибір, Торгар береться відновлювати храми Хаосу, що лежать в руїнах, і здобувати прихильність бога-покровителя.
Зустрівши скейвенів, він укладає з ними союз, скейвени руйнують маяки ельфів на узбережжі ріки, щоб кораблі Торгара могли безпечно проплисти в Море Клешень. Там завойовник зустрічає Судобаала, який замислив убити Торгара і самому здобути силу Хаосу.
Торгар виграє битву і стає за свої подвиги Князем демонів. Тепер він вирушає на чолі величезного війська вглиб Імперії. Перепоною для його завоювання стає лише місто Талабхейм. Проте до міста не дає підступитися величезна гармата гномів, яку військо Хаосу доручає поламати скейвенам. Розбивши охорону на підступах до Талабхейма, Торгар лишає місто в руїнах та висувається до міста Нульн, щоб убити імператора Магнуса. Але він ще не знає про орду орків, яка почала наступ на ослаблену Імперію, чому присвячене доповнення Battle March.

### Кампанія Імперії
Попри перемогу імператора Магнуса над силами Хаосу біля Кіслева, решта загарбників продовжували нападати в інших регіонах. На півдні проти ворога виступає з Остенмарка граф Отто фон Грубер і молодий командувач Стефан фон Кессель. Однак багато хто не довіряє йому, оскільки діда Стефана було страчено за єресь. Стефан відбиває атаки орків і встигає на допомогу в Ерстедорф, який взяв у облогу Хаос. Далі Стефан виступає на цитадель Гаттерунг, дорогою допомагаючи Вищим ельфам. Правителька Вищих ельфів Авреліон відзначає, що хоч рід Стефана осоромлено, його душа чиста.
Авреліон зі Стефаном вирушають на битву з Хаосом разом, збирають війська та зустрічаються із гномами Хаосу. Вони здобувають перемогу, та граф Грубер зникає з усім своїм військом.
Союзники продовжують свій шлях, відбиваються від Хаосу, скейвенів і вампірів. Шлях перегороджує хмара отруйних випарів від вівтарів Хаосу. Після знищення святилищ чаклунство розсіюється, а розшуканий Отто фон Грубер відступає до фортеці. Стефан переслідує його і вбиває, викривши служіння того богові Хаосу Нурглу. Та незадовго посланець приносить вісті про наближення величезної ворожої армії на чолі з Князем демонів Торгаром. Стефан займає оборону в Талабхеймі, а Авреліон, дізнавшись про це, спішить на допомогу.
Стефан здійснює вилазку проти чаклуна Хаосу, котрий отруює навколишні землі магією Нургла. Імператор присилає указ за будь-яку ціну втримати Талабхейм. Стефан з Авреліон в ході багатогодинної битви вбиває Князя демонів та відстоює Талабхейм. Імператор віддячує Стефану, даючи йому титул графа Остенмарка.

## Оцінки й відгуки
| Агрегатор    | Оцінка |
| ------------ | ------ |
| GameRankings | 74/100 |
| Metacritic   | 73/100 |

| Видання | Оцінка |
| ------- | ------ |
| GameSpy | 3.5/5  |
| IGN     | 8.0/10 |
| PC Zone | 82/100 |

Гра отримала змішані відгуки. Рецензенти загалом високо оцінили візуальну складову, моделі персонажів і спеціальні ефекти, але піддали критиці анімацію боїв, поверхневу тактику і фокусування гри на боях.
Одиночні кампанії критикувалися за їхню лінійність і відсутність зв'язку подій гри зі вступним роликом. В багатокористувацькому режимі також було відзначено проблеми зі встановленням зв'язку між гравцями та помилки

## Warhammer: Battle March
Доповнення під назвою Warhammer: Battle March вийшло для Microsoft Windows та Xbox 360 2 вересня 2008 року. Воно надає кампанію за орків і Темних ельфів, яка розгортається після фіналу Mark of Chaos.
За сюжетом, в рік 2304 від народження Сигмара Імперію оточують сили Хаосу. Вождь орків на ім'я Горбаш користується цим, починаючи грабунки і битви з усіма, кого зустріне. Горбаш знаходить магічні знаки, які оголошує провісниками великих і славних битв. Він збирає клани та висувається на Імперію. Проте зухвалий клан Залізної шкури відповідає на заклик вбивством посланця. Горбаш розправляється з непокірними орками і заходить вглиб Імперії, де зустрічає ослаблені армії Хаосу.
Тим часом Темні ельфи на чолі з Лілает, які й залишили оркам знаки, готують власне вторгнення, щоб помститися Вищим ельфам за минулу ганебну поразку в Ультуані. Король Малакіт тоді стратив багатьох воєначальників, але Лілет дав другий шанс. Ассасин Каелет спрямовує орків так, щоб вони вирушили на людські укріплення Ляйцігу. Лілает виступає назустріч основним силам Темних ельфів і захоплює з земель Імперії рабів, після чого продовжує свій шлях, переховуючись від Вищих ельфів. Вони спонукають орків першими напасти на своїх головних ворогів і розбити магічні менгіри, які приховують місцерозташування правительки Авреліон.
Орки пробираються крізь тунелі гномів в горах, Темні ельфи ж ідуть печерами скейвенів. Лілает посилає Каелета зламати бойові машини, але той несподівано зраджує її. Лілает самотужки добирається до Авреліон і вбиває її.
Горбаш дізнається, що Темні ельфи досі маніпулювали орками та йде з ними на битву. Гравець може обрати одну зі сторін. В разі перемоги Темних ельфів Лілает продовжує війну з Вищими ельфами, змушуючи їх тікати на батьківщину — Ультуан. Король Малакіт влаштовує тріумф та починає кампанію із завоювання всього світу. В разі ж перемоги орків Горбаш веде свою орду вглиб Імперії, нищачи все на шляху. Коли там вже не лишилося з ким битися, він перетнув гори Краю світу в пошуках нових ворогів.